# Horton, Kansas
Horton är en ort i Brown County i Kansas. Vid 2010 års folkräkning hade Horton 1 776 invånare.